# Пригоди Тома Соєра
«Пригоди Тома Соєра» (англ. «The Adventures of Tom Sawyer») — роман Марка Твена 1876 року. Твір розповідає про пригоди хлопчака на ім'я Том Соєр із містечка Сент-Пітерсберґ (нагадує містечко Ганнібал, де виріс автор) на півдні Сполучених Штатів. Події роману відбуваються напередодні Громадянської війни в Сполучених Штатах.

## Ім'я головного персонажа
Прізвище Sawyer /ˈsɔːjə/ в буквальному перекладі з англійської означає «пиляр», той, хто заробляє пилянням деревини. Завдяки багаторічній популярності персонажа і на основі одного з сюжетів книжки в сленгу з'явилося поняття Tom Sawyering томсоєрство, що означає: вмовляти, переконувати інших зробити щось безоплатно, залучати до волонтерства, особливо в роботах, які ти мав би виконати самостійно.
Написання імені українською змінилося в 2019 році з «Сойер» на «Соєр».

## Сюжет

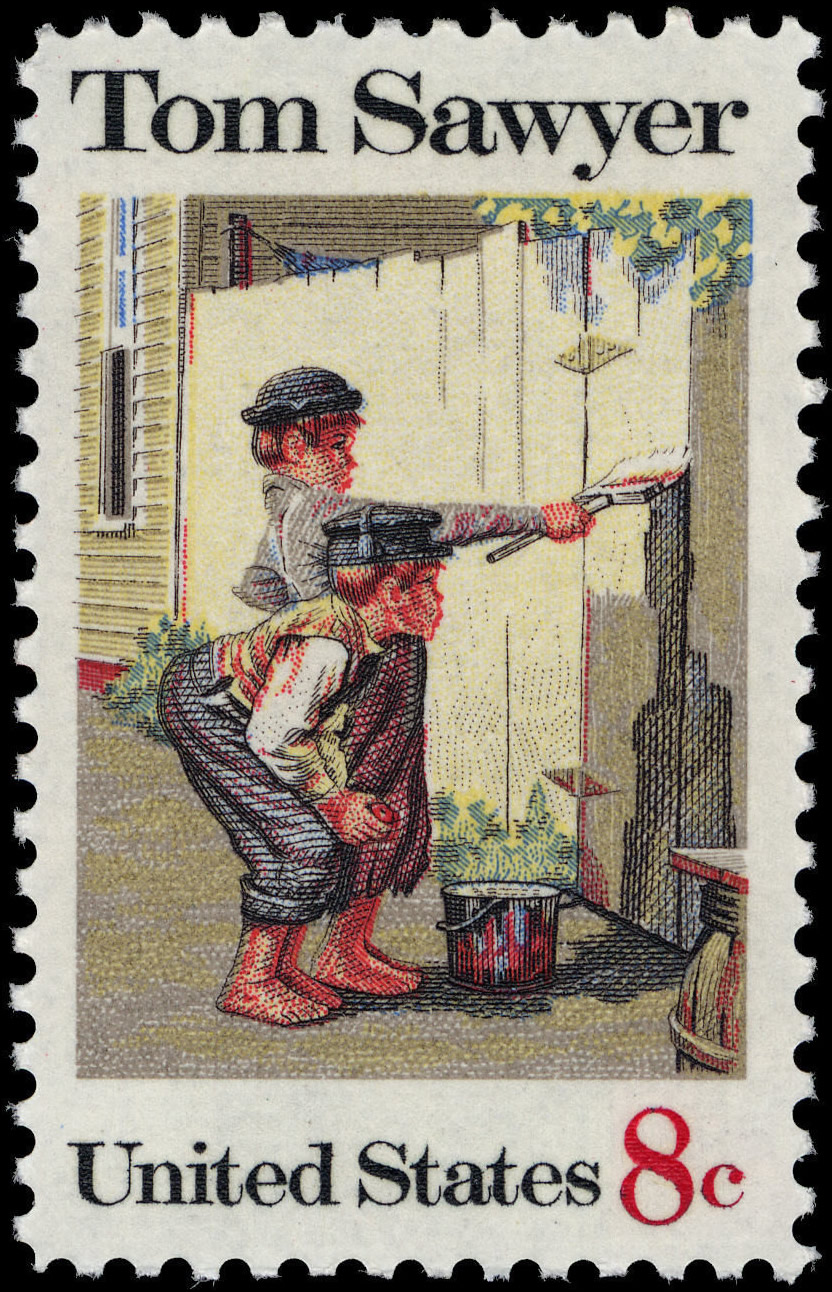
Том Соєр, американська комеморативна марка 1972 року; хлопці, що білять паркан.

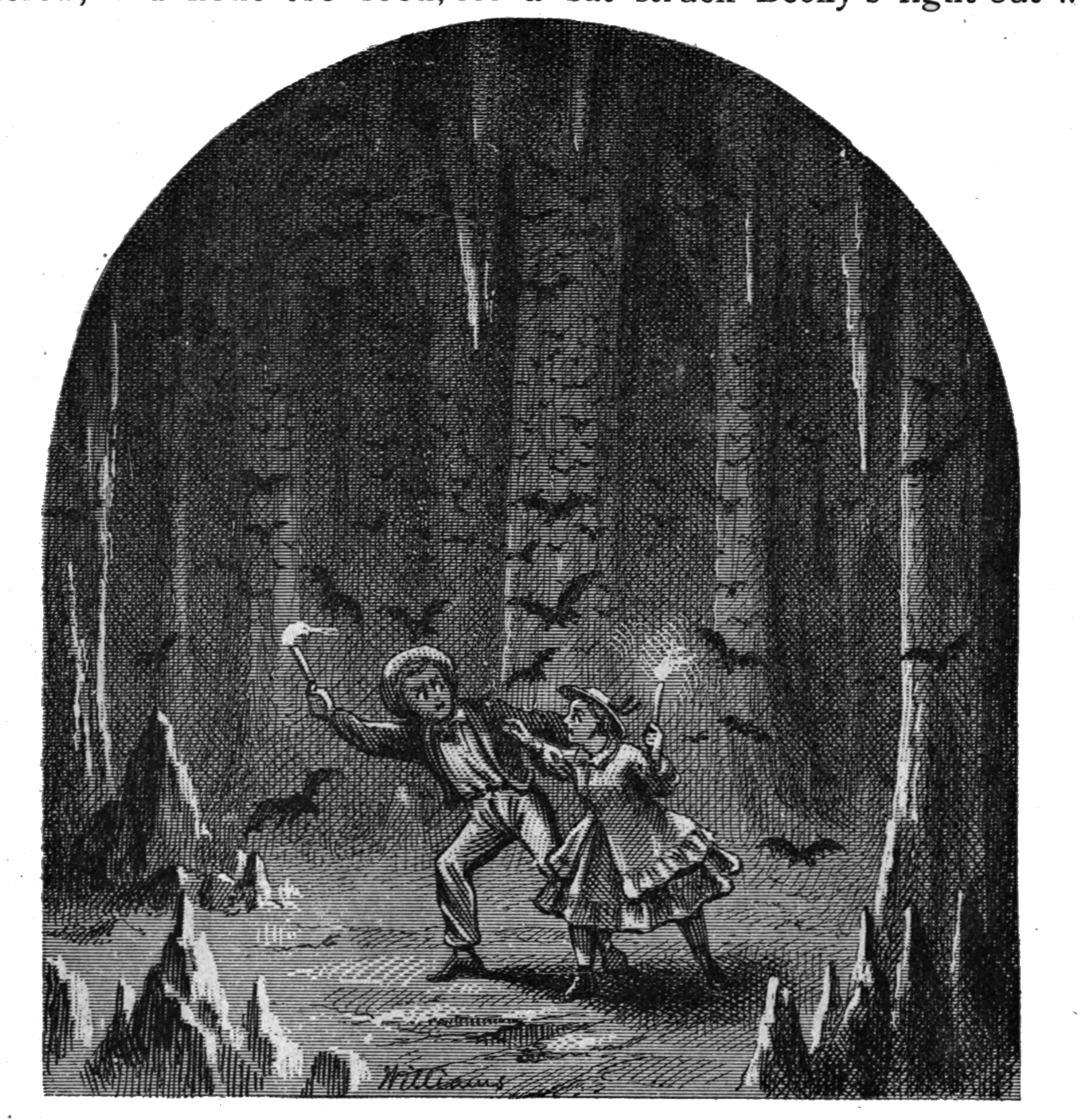
Том і Бекі в печері. Ілюстрація Тру Вільямса 1876 року.

Події роману відбуваються у 1840 роках у вигаданому містечку Сейнт-Пітерсбург, Міссурі, неподалік річки Міссісіпі. Сирота Том Соєр живе разом із тітонькою Поллі, зведеними братом та сестрою — Сідом і Меррі. Тітонька весь час карає неслухняного хлопця, зокрема одної суботи змушує Тома побілити величезний паркан як покарання за те, що він прогуляв школу і весь день купався у річці.
Проте, Том знаходить вихід зі свого скрутного становища та переконує сусідських дітей обміняти всякі свої маленькі дрібнички та цінні речі на «привілей» побілити паркан. Хлопець використовує реверсивну психологію та у такий спосіб переконує їх у тому, що білити паркан цілком приємне заняття. Згодом Том обмінює всі здобуті дрібнички на квитки, які видають у недільній школі за вивчення віршів зі Священного писання; зібравши потрібну кількість квитків, Том обмінює їх на головний приз — Біблію. Бувши найгіршим учнем у класі, йому вдається викликати заздрість інших дітей та здивування і гордість дорослих.
Том закохується у Бекі Тетчер, дочку відомого судді, яка нещодавно переїхала до Сейнт-Пітерсбурга. Том викликає захват у судді, коли отримує у церкві Біблію, але відразу ж показує своє неуцтво, коли його просять назвати перших двох апостолів. Том всюди ходить за Бекі й згодом переконує дівчинку «заручитись» за допомогою поцілунку. Однак, їхня любовна історія швидко закінчується, коли дівчинка довідується, що Том раніше вже був зарученим з іншою дівчинкою — Емі Ловренс.
Бекі починає уникати хлопця, тому Том більше часу проводить з Гекельбері Фінном, хлопцем-волоцюгою, якого поважать усі хлопчики міста. О півночі хлопці йдуть на кладовище, щоб здійснити ритуал зцілення бородавок. На кладовищі вони помічають трьох викрадачів трупів — доктора Робінсона, Маф Поттера та індіанця Джо, які розкопують могилу. П'яний Маф Поттер невдовзі непритомніє, а індієць Джо вступає в бійку з доктором Робінсоном і вбиває його, після чого підкидає ножа Мафові. Том та Гек дають кровну обітницю не розповідати нікому про вбивство, побоюючись помсти індіанця Джо. Невдовзі Мафа Поттера заарештовують на підставі того, що він начебто вбив людину під алкогольним сп'янінням.
Знудившись від шкільних буднів, Том та двоє його найкращих друзів Джо Гарпер та Гекільбері Фінн втікають на острів Джексона, щоб розпочати «піратське» життя. Поки хлопці насолоджувалися новознайденою свободою, мешканці міста розпочинають їхні пошуки, вважаючи, що вони втопилися на річці. Однієї ночі Том прокрадається додому та збоку спостерігає за стражданням своєї сім'ї. На коротку мить у Тома з'являються докори сумління, але йому раптом на думку приходить ідея з'явитися на власному похороні. Хлопці пристають на таку витівку та з'являються на похоронну службу у церкві та здобувають величезну повагу своїх однокласників. Повернувшись до школи, Том повертає прихильність Бекі, коли благородно бере на себе покарання за пошкодження вчителевої книги, яку насправді розірвала дівчинка.
На суді індіанець Джо намагається повісити вбивство на Мафа Поттера, проте Том і Гек знають, що він невинний. Під час судового процесу над Поттером, Том вирішує порушити свою кровну обітницю та виказує індіанця Джо, який швидко тікає через вікно, перш ніж його можуть спіймати. Відтоді хлопці живуть у постійному страху, що індіанець Джо повернеться, аби їм помститись.
Приходить літо, Том і Гек вирішують піти на пошуки скарбів до покинутого будинку. Піднявшись на другий поверх, знизу здіймається шум — крізь щілини у підлозі хлопці помічають глухонімого іспанця, яким насправді виявляється індіанцем Джо, що разом зі своїм спільником намагається заховати у будинку награбовані скарби. У своєму сховку Том і Гек вдоволено перезираються, оскільки згодом в них з'явиться можливість відкопати ці скарби. Проте, цілком випадково злодії знаходять навіть більший скарб, захований під кам'яною плитою, та відносять його у більш надійне місце. Хлопці прагнуть знайти цей скарб, тому коли однієї ночі Гек помічає злодіїв, він йде за ними назирцем. Почувши про план індіанця Джо пробратися у будинок до багатої вдови Дуглас, щоб скалічити їй обличчя і вчинити у такий спосіб помсту її покійному чоловіку, колишньому судді, який привселюдно наказав відшмагати Джо. Гек біжить по допомогу. Запобігши вчинення злочину, хлопець стає безіменним героєм, оскільки не хоче, аби його ім'я стало відомо загалу, побоюючись помсти індіанця.
Тим часом, Том, Бекі та їхні однокласники йдуть на пікнік до МакДугласової печери. Відбившись від групи, Том та Бекі протягом декількох днів вештаються заплутаними ходами печери, бувши на межі голодної смерті та зневоднення. Шукаючи вихід з печери, Том раптом натрапляє на індіанця Джо, який, однак, не помічає хлопця. Зрештою Томові вдається знайти вихід та повернутися додому, чим зміг дуже потішити всіх мешканців міста. Щоб уникнути таких ситуацій в майбутньому, суддя Тетчер, батько Бекі, наказує закрити вхід до печери залізними дверима. Кілька тижнів по тому Том довідується про встановлені двері. Хлопець з жахом усвідомлює, що всередині печери саме ховався індіанець Джо. Мертве тіло індіанця знаходять при самому вході. Перед смертю Джо рятувався від голоду завдяки залишкам свічок та сирому кажановому м'ясу. Місце його смерті, зокрема видовбана невеличка заглибина в камені, щоб збирати дорогоцінні краплі води зі сталактита, стало місцевою туристичною принадою.
Тиждень по тому, Том і Гек знову навідуються до печери та знаходять там заховану скриню золота, яке порівну ділять між собою та ставлять на депозит у банк. Вдова Дуглас всиновлює Гека, однак хлопцеві не подобаються встановленні обмеження і він вирішує повернутись до свого звичного життя волоцюги. Том переконує Гека повернутись до вдови, щоб згодом заснувати ватагу розбійників.

## Публікація

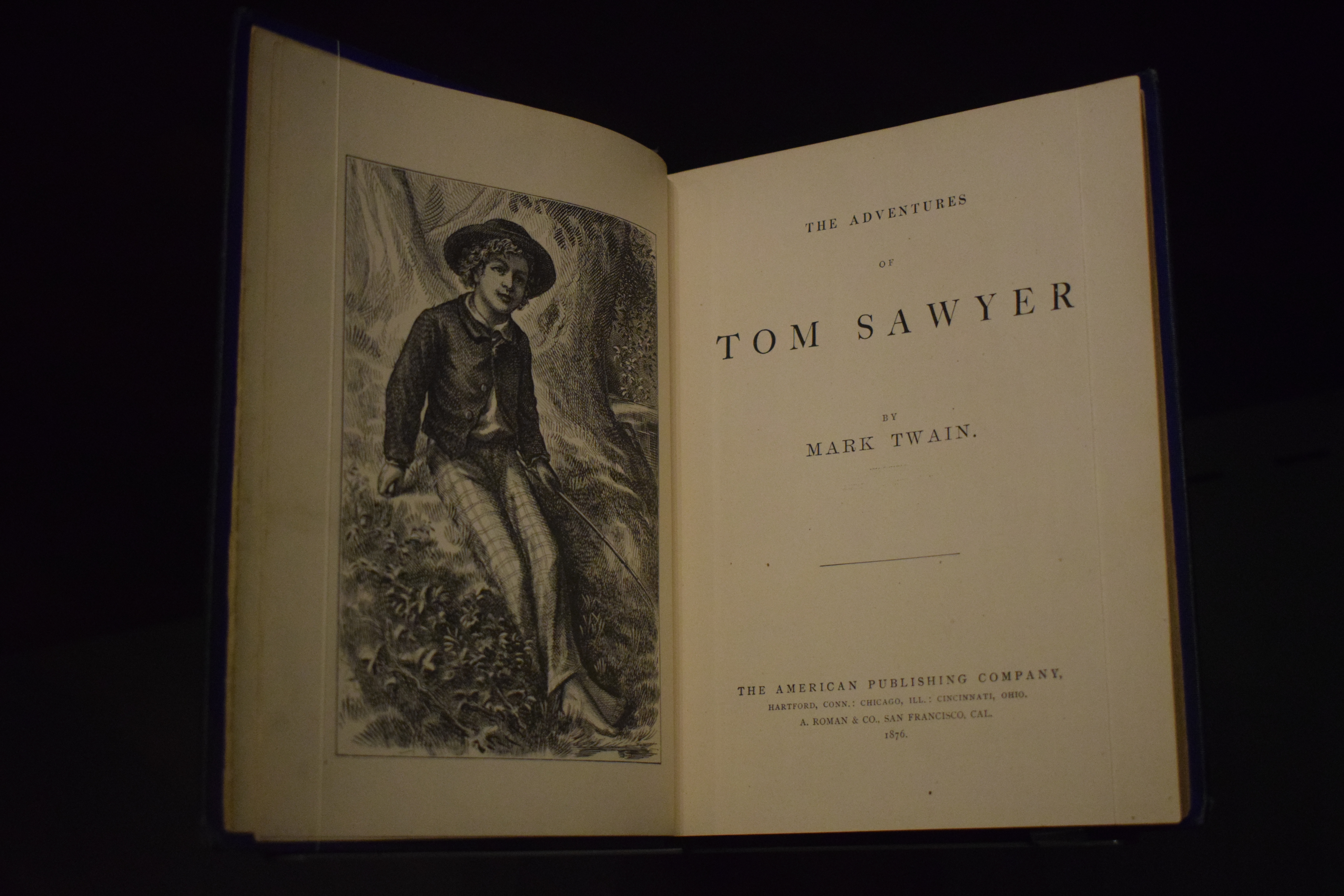
«Пригоди Тома Соєра»; видання 1876 року

Роман «Пригоди Тома Соєра» вперше опубліковано у червні 1876 року у видавництві «Chatto and Windus» (Англія). Книжка побачила світ 10-го червня, а вже 24-го червня на неї з'явилась рецензія у журналі «Антенеум». У грудні 1876 року американське видавництво «American Publishing Company» опублікувало перше ілюстроване видання роману з малюнками Тру Вільямса. Марк Твен, як й інші американські автори, віддавав перевагу першого видання своїх творів у Великій Британії, що надавало можливість отримати авторські права у Британській імперії. Різниця між британським та американським виданнями стала більшою, ніж того хотів сам автор, і це призвело до розповсюдження піратських копій книжки. У липні 1876 року в Канаді з'явилась піратська версія, яку придбало велика кількість американських читачів, що на думку Твена завдало йому великих збитків.
Перше українське видання роману «Пригоди Тома Соєра» побачило світ 1906 року у Львові та здійснене тогочасною західноукраїнською мовною нормою у перекладі Юліана Панькевича. Невдовзі вийшли ще дві українські версії у перекладі Марії Загірної (1907) та Насті Грінченко (1908), дружини та дочки Бориса Грінченка. 1954 року світ побачив переклад, здійснений Володимиром Митрофановим. Серед сучасних перекладачів твору: Л.Красавіцька, С. Г. Фесенко, В. Левицька (переказ), Ю. Корецький тощо.
У своїй автобіографії Твен зазначив, що роман «Пригоди Тома Соєра» — перша його книжка, рукопис якої надруковано на друкарській машинці. Попри це, типографський історик  Деррил Рер дійшов висновку, що першим таким рукописом Твена став збірник автобіографічних оповідань «Життя на Міссісіпі».

## Підґрунтя
«Пригоди Тома Соєра» — перша спроба Твена написати роман. Раніше письменник написав дві книжки з автобіографічними елементами («Простаки за кордоном, або шлях нових паломників», «Порожняком») та два коротких нариси, які пародіювали у сатиричному світлі тогочасну підліткову літературу — «Історія про доброго хлопця» та «Історія про малого неслухняного хлопця». Перша історія розповідає про взірцеву дитину, яка так й не дочекалася пошанування і померла, виголосивши свої старанно підготовлені останні слова. Водночас друга історія розповідає про малого хлопця-бешкетника, який бреше та займається крадіжками, але як Том Соєр, зрештою, стає багатим та щасливим. Сам же Том — поєднання цих двох хлопчиків, оскільки він і шибеник, і хлопець, що наділений такою рисою характеру як щедрість.
Перед тим, як розпочати роботу над «Пригодами Тома Соєра», Твен вже здобу значну популярність як автор книжки «Простаки за кордоном, або шлях нових паломників». Письменник жив у великому будинку в Гартфорді (Коннектикут), але потребував ще одної успішної книжки, щоб утримати себе, дружину та своїх двох доньок. 1874 року у співавторстві з Чарльзом Дадлі Ворнером вийшла книжка «Золочене століття» («The Gilded Age»).
Раніше Марк Твен написав неопубліковані мемуари про своє життя в Міссісіпі. Обмінюючись листами з другом дитинства Вілом Бовеном, письменник також згадав багато епізодів зі свого дитинства і використав їх як джерело для книги.
У червні 1863 року Твен познайомився з сан-франциським пожежником, на честь якого письменник назвав свого персонажа. Справжній Том Соєр — місцевий герой, який врятував 90 пасажирів після кораблетрощі. Коли протягом трьох років Марк Твен жив у Сан-Франциско, вони підтримували дружні стосунки, часто разом пили та грали в карти.

## Інтертекстуальність
Найчастіше Марк Твен вдається до алюзій та цитувань з художньої літератури, релігійних текстів та подій з американського життя й історії. Зокрема, у романі «Пригоди Тома Соєра» використано цитату молитви з «Новоанглійського букваря» (XVII століття), твір також містить алюзію на давньогрецького філософа Діогена (рішення Гека Фінна жити у діжці), алюзії на книжки про піратів (хлопці граються у піратів; використовуються сюжет та цитати з легенд про Месника Іспанських морів, мемуарів капітана Вільяма Дампіра, «Загальної історії піратів» Чарльза Джонсона тощо). Письменник також цитує таких авторів як: Фрідріх Гальм («Серце, тобі питання, Що це любов, розкрий?»), Шекспір («Отелло»), Патрік Гевлі («Дайте мені волю або заподійте мені смерть»; промова 1775 року), Феліція Гіменс («Касабьянка») тощо.

## Критика
У романі «Пригоди Тома Соєра» про життя хлопців розповідається від третьої особи; інколи з'являються коментарі із суспільною критикою. У продовженні — «Пригоди Гекльберрі Фінна» — оповідь ведеться від першої особи, тому моральні питання несуть більш особистісний характер, що робить суспільну критику щонайрізкішою. Дві наступні книги, «Том Соєр за кордоном» та «Том Соєр — детектив», також оповідаються від першої особи від імені Гекльберрі Фінна.
Роман викликав палкі дискусії щодо використаного в книзі расистського епітета «негр»; заміна небажаних слів викликала обурення серед деяких літературних критиків.
Роман також критикують за карикатурне зображення корінного населення Америки — індіанців, яких у книзі втілив персонаж на ім'я Джо. Марк Твен зображує його щонайзлораднішою людиною, яка помирає в жалюгідний й розпачливий спосіб, а місце його смерті в печері стає туристичною принадою містечка. Літературний критик Ревард Картер висуває думку, що дорослі персонажі книги вважають індіанську кров персонажа причиною його порочного життя.

## Продовження
- «Пригоди Гекльберрі Фінна»;
- «Том Соєр за кордоном»;
- «Том Соєр — детектив».

## Переклади українською
- Марк Твейн. Пригоди Тома Соєра. Переклад з англійської: Юліан Панькевич. Львів: Накладом Українсько-Руської Видавничої Спілки, 1906. (серія «Літературно-наукова бібліотека», ч. 98) 252 стор.

Пригоди Гука. Том I та II. Переклад з англійської: Володимир Держирука. Львів: Накладом «Народного слова», 1908. 158 стор.
Пригоди Тома Соєра. 206 стор.
Князь і жебрак, знаменита повість.
Марк Твен. Пригоди Гука. Незвичайно захоплююча повість з життя муринів і туристів. Том I та II.
- Марк Твен. Пригоди Тома Сойєра. Переклад з англійської: Володимир Митрофанов. Київ: Школа, 2005

- (передрук) Марк Твен. Пригоди Тома Сойєра. Пригоди Гекльберрі Фінна. Переклад з англійської: Володимир Митрофанов (Пригоди Тома Сойєра) та Ірина Стешенко (Пригоди Гекльберрі Фінна). Київ: Веселка, 1990. 496 стор. (завантажити / завантажити)
- (передрук) Марк Твен. Пригоди Тома Сойєра. Пригоди Гекльберрі Фінна. Переклад з англійської: Володимир Митрофанов (Пригоди Тома Сойєра) та Ірина Стешенко (Пригоди Гекльберрі Фінна); передмова: С. М. Пригодій; примітки: І. В. Летунівська; малюнки: Д. Б. Бублик. Харків: фоліо, 2003. 462 стор. ISBN 978-966-0321-18-2 (серія «Бібліотека світової літератури»)

- Марк Твен. «Гек Фінн і Том Сойєр». Марія Загірня. 1907. 295 стор.[10]

- Марк Твен. Пригоди Гекльберрі Фінна. Переклад з англійської: Настя Грінченко. Львів: Вік. 1908. 420 стор.[10]
- Марк Твен. Пригоди Тома Сойєра. Переклад з англійської: Юрій Корецький. — Київ: А-ба-ба-га-ла-ма-га, 2015. — 272 с. — ISBN 978-617-585-085-5.

## Екранізації
- 1930 р. - «Том Сойєр» (англ. Tom Sawyer) — американська пригодницька кінокомедія режисера Джона Кромвеля.
- 1973 р. - «Том Соєр» (англ. Tom Sawyer) — американський дитячий фільм режисера Дона Тейлора.
- 1981 р. - «Пригоди Тома Соєра та Гекльберрі Фінна»— радянський дитячий фільм  режисера Станіслава Говорухіна.
- 2011 р. - «Том Соєр» (англ. Tom Sawyer) — німецький дитячий фільм режисерки Герміни Гунтгебурт.